# Matériau mésoporeux

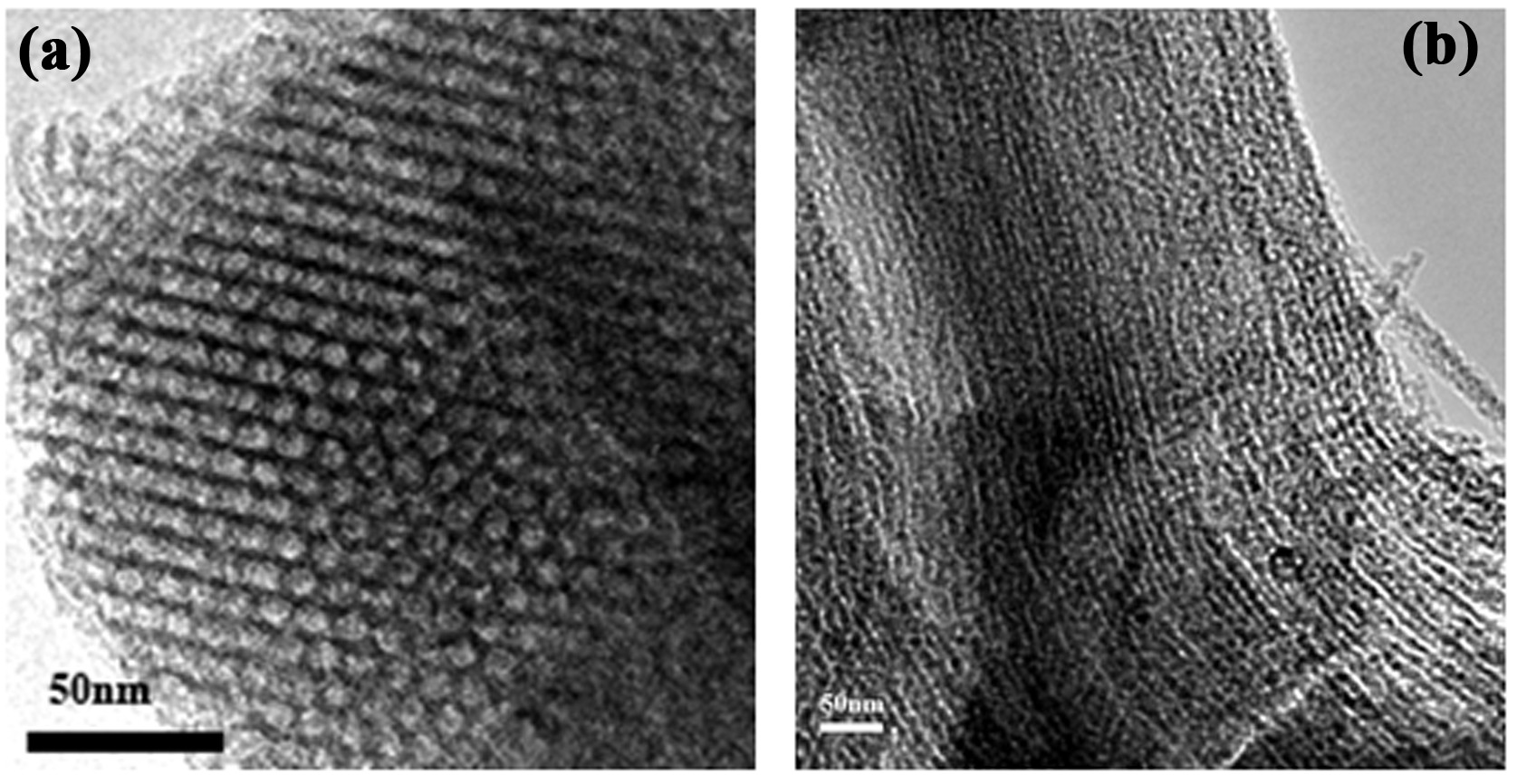
Vues au microscope électronique d'un matériau carboné nanostructuré azoté (N-OMC) prises parallèlement (a) et orthogonalement (b) à la direction des canaux.

Un matériau mésoporeux est un matériau dont les pores ont un diamètre compris entre 2  et   50 nm selon la définition de l'IUPAC. L'IUPAC définit ainsi un matériau dont les pores ont un diamètre inférieur à 2 nm comme microporeux, et un matériau dont les pores ont un diamètre supérieur à 50 nm comme macroporeux. L'IUPAC définit également un matériau mésoporeux comme désordonné ou ordonné dans une mésostructure. Dans les substances minérales cristallisées, une structure mésoporeuse réduit sensiblement le nombre de mailles cristallines du matériau, ce qui modifie significativement ses propriétés chimiques. Ainsi, les performances des matériaux mésoporeux électroactifs dans les accumulateurs électriques diffèrent sensiblement de celles des matériaux massifs.
Des substances telles que la silice mésoporeuse et certaines alumines comptent parmi les matériaux mésoporeux typiques. On connaît également des oxydes mésoporeux de niobium, de tantale, de titane, de zirconium, de cérium et d'étain. Le charbon actif est probablement le plus connu de ces matériaux, avec une porosité dans les domaines mésoporeux ou microporeux selon son mode de fabrication. Les matériaux carbonés nanostructurés, également appelés carbone mésoporeux ordonné (terme calqué sur l'anglais ordered mesoporous carbon), sont activement étudiés pour leurs applications directes dans les équipements de conversion et de stockage de l'énergie. Ce carbone nanostructuré a une porosité dans le domaine mésoporeux, ce qui accroît significativement sa surface spécifique.
La production de silice mésoporeuse a été brevetée dans les années 1970, et 1980 et des méthodes reposant sur le procédé Stöber de 1968 étaient encore utilisées en 2015. Ce dernier passa pratiquement inaperçu à l'époque avant d'être exhumé en 1997. Des nanoparticules de silice mésoporeuse (MSN) étaient produites indépendamment en 1990 par une équipe japonaise puis par une équipe des laboratoires Mobil, donnant lieu aux matériaux dits MCM (en), dont le MCM-41. Les méthodes de production initiales ne permettaient pas de contrôler la qualité des niveaux secondaires de porosité produite. Ce n'est qu'en utilisant des cations d'ammonium quaternaire et des agents de silanisation pendant la production qu'on a pu parvenir à synthétiser des matériaux présentant le niveau de porosité souhaité et une texture aux propriétés améliorées,.
La recherche sur les matériaux mésoporeux se poursuit dans les domaines de la catalyse, la sorption, la détection de gaz, les piles et accumulateurs, les substances échangeuses d'ions, l'optique et l'énergie solaire photovoltaïque. Dans le domaine de la catalyse, les zéolithes sont un thème émergent où la mésoporosité en fonction du catalyseur est étudiée pour optimiser le craquage catalytique.